# Giulio Mombelli
Giulio Mombelli (* 19. Dezember 1895 in Rovescala; † unbekannt) war ein italienischer Diplomat.

## Leben
Mombelli war der Sohn von Maria Della Fiore und Rinaldo Mombelli.
Er studierte Wirtschaftswissenschaft an der Università Commerciale Luigi Bocconi.
Am 11. Juli 1915 wurde er zum Leutnant, am 31. Oktober 1917 zum Hauptmann der Infanterie ernannt.
Er war Vizekonsul und 1925 Konsul in Tunis.
Im März wurde er 1929 Konsul in Nancy.
Von 21. Januar 1933 bis zum Abessinienkrieg war er als Gesandtschaftssekretär erster Klasse Geschäftsträger in Addis Abeba.
Von 1935 bis 1937 war er Konsul in Algier. 
Von 1938 bis 1942 war er Generalkonsul in Hamburg.
Von 1942 bis 1946 war er Generalkonsul in Zürich.
Am 30. Juli 1949 erhielt er Exequatur als Generalkonsul in Sao Paulo.
Vom 5. Juni 1951 bis Ende März 1955 war er der erste italienische Botschafter in Tegucigalpa (Honduras).